# Tagum
Tagum – miasto na Filipinach w regionie Davao, na wyspie Mindanao; ośrodek administracyjny prowincji Davao del Norte. Według spisu ludności z maja 2020 roku, zamieszkiwało je 296 202 mieszkańców.